# Matantei Loki Ragnarok
Matantei Loki Ragnarok (魔探偵ロキRAGNAROK), Mythical Detective Loki, Mythical Sleuth Loki, ou apenas Detective Loki, é uma série de mangá criado por Sakura Kinoshita, e publicada de agosto de 1999 até outubro de 2004. Também teve uma adaptação para anime contendo 26 episódios, exibido do dia 5 de abril de 2003, até 27 de setembro de 2003 no Japão, pela TV Tokyo.
O mangá foi originalmente publicado na revista mensal Shonen Gangan sob o nome de Matantei loki (魔探偵ロキ), Ragnarok foi adicionado ao título quando a série passou a ser publicada pela MAG Garden, e então mudou para a revista Comic Blade. Possui 7 volumes pela Shonen Gangan, que mais tarde foram republicadas pela Comic Blade. 
A série conta a história da reencarnação do deus nórdico da trapaça, Loki, que trabalha em uma agência de detetives que investiga incidentes paranormais.
No Brasil, a série era exibida pelo canal pago Animax.

## Enredo
A personagem principal é Loki, o deus nórdico da trapaça. Depois de causar vários problemas na terra dos deuses, Loki foi banido ao mundo dos humanos e transformado em uma criança.  Para voltar para casa, ele precisa capturar "auras malignas", e então funda a agência de detetives Enjaku, especializadas em eventos mistérios, para facilitar sua busca. Ele acaba atraindo Mayura Daidoji, uma adolescente fanática por mistérios, que rapidamente acaba se convidando para fazer parte da agência.

## Personagens
- Loki: É o deus da trapaça e dos truques na mitologia nórdica. Aprisionado no corpo de uma criança, ele procura um caminho para voltar para o mundo dos deuses e para seu corpo original. Ele é o pai de Fenrir, Yamino e Hel. Ele tem cabelos castanho-avermelhados e olhos verdes; e também tem uma aversão a águas profundas. Este é o personagem principal do anime. Ao parecer tem vários interesses amorosos, e um deles, que, aliás, é o mais explícito, com Mayura. Eles se beijam no mangá, porém no anime isso não aparece, provavelmente por causa do risco de colocarem censura (por causa dos direitos da criança e do adolescente, quer dizer é muito estranho mesmo tendo conhecimento da verdadeira idade de loki ele beijar alguém fisicamente mais velho que ele, SÓ FISICAMENTE) tendo censura no anime a audiência baixaria muito é simplesmente lógico.
- Mayura Daidouji: É alegre e "boba", apaixonada por mistérios e acompanha Loki em suas aventuras. Às vezes atrapalha, e às vezes ajuda. Parece ter uma relação com Loki mais forte do que o normal, e que é correspondida por atos de palavras de afeto. No episódio 25, observem como Loki se desespera ao ver uma "imagem" de Mayura (quando esta foi capturada) que é acertada por uma flecha bem a o peito.
- Freya/Reiya Ohshima: É na verdade a deusa nórdica da beleza e do amor Freya. Ela foi transformada em uma criança da mesma idade de Loki por Odin, ela ama Loki. Reiya vira Freya com a tristeza do seu coração. Mas um dia ela irá virar uma garota real com os mesmos sentimentos de Freya. A verdadeira Reya não existe, morreu em um acidente e só consegue existir pois Freya está usando sua identidade.
- Narugami: É na verdade o deus Thor,deus dos raios,que fica na forma de um garoto de mais ou menos 17 ou 18 anos, é trabalhador e tem uma espada, apelidada de mjollnir. Vive fazendo bicos e comendo na casa do Loki.
- Heimdall: É o deus das estratégias. De acordo com a mitologia nórdica, ele guardava a ponte que dava acesso ao mundo dos Deuses;a Bifrost e foi designado pra matar Loki quando chegase o Ragnarok ("o destino dos deuses" segundo The Poetic Edda o único livro que conta a história dos deuses nórdicos seguindo o Codex Regium que é o documento escrito em prosa que contava as histórias dos deuses e etc.)... ele fica na forma de um garoto da idade de Loki, tem raiva deste, mas ainda assim é amigo dele.
- Yamino: Segundo filho de Loki, que na verdade é a serpente gigante Josmungard. Fica na forma de um garoto de 18 anos, sendo mordomo de Loki. Também faz comidas deliciosas, e compra tudo que vê no serviço de entregas do correio. É sempre bonzinho e gentil com todos.De acordo com a mitologia Nórdica, a serpente foi aprisionada na Terra e toda vez que temos terremoto é culpa dela, querendo se libertar.
- Fenrir: É o primogênito. Fica na forma de um cachorro, é rude, mal educado, preguiçoso e mandão, mas na frente de Loki é bonzinho, gentil e educado. Adora a sua irmã Hel, pois foi ela que o libertou da prisão, sendo ele o deus da fertilidade. De acordo com a mitologia nórdica, Fenrir era um lobo monstruoso que foi acorrentado pelos Deuses até o dia de Ragnarok. Só que ele se soltou, armou uma confusão e acabou comendo Odin.
- Skuld: É uma das três deusas Nornas, sendo a irmã mais nova. Fica na forma de uma garota de 15 ou 16 anos. Quando ela apareceu, tentava matar Loki, mas depois cria uma paixão por ele e vira sua aliada junto com suas irmãs.Tem o poder de controlar monstros. Na mitologia ela é a guardiã do futuro e está muito bem representada no anime. No anime, se sugere que ela já teve algum tipo de relacionamento com Loki.
- Verdandy: Outra deusa Norna, sendo a irmã do meio. Fica na forma de uma garota de 16 ou 17 anos, e tem o poder da alquimia que é ativado por um sininho. Na mitologia ela é representada pela figura de uma mãe e é a guardiã do presente... No anime ela também parece mais uma adolescente.
- Urd: É a ultima das três deusas Nornas, sendo a irmã mais velha. Fica na forma de uma garota de 17 ou 18 anos, tem o poder de criar ilusões. De acordo com a mitologia, ela é a guardiã do passado e é representada pela figura de uma velha... mas no anime ela é jovem.
- Frey: De acordo com a mitologia nórdica ele é o Deus chefe da agricultura. Ele é irmão de Freya e amigo do Heimdall... adora uma boa promoção, é muito engraçado e meio tapado... ele ama Mayura e diz que ela é a mulher ideal. Frey tem uma espécie de porco de metal, gullinbursti.
- Gullinbrusti: O javali de ouro que habita Midgard, é representado por um porco de metal que é o ajudante de Frey.
- Ecchan :É "monstrinho" rosa de estimação de Loki só os deuses podem vê-lo, é bonzinho com todos, é o melhor amigo do Fenrir. Bem, ele é prestativo e estudioso, sigam o exemplo dele, é uma boa influência. O Loki estava tentando invocar um bicho assustador para assustar o pai da Mayura, só que foi o shikigami Ecchan que apareceu. Na maior parte do anime, ele só fala Punyan, por isso é fofo.
- Hel: Esta na forma de uma garota de mais ou menos 16 ou 18 anos, é uma garota fria, quando aparece tenta matar Loki, mas depois faz as pazes com ele, tem o poder de controlar as sombras, e adora ler livros tristes.Também é filha do Loki e deusa da morte. No anime ela sofre de carência afetiva por isso lê muitos livros. Segundo a mitologia nórdica, Hel foi banida por Odin para o mundo inferior e sua aparência é: meio mulher normal, meio cadáver.

## Temas Musicais
- Tema de Abertura: Rakuen No Tobira
- Tema de Encerramento: Believe in Heaven